# Dangerous Woman Tour
El Dangerous Woman Tour és la tercera gira musical de la cantant estatunidenca Ariana Grande, realitzada amb la fi de promoure el seu tercer álbum d'estudi Dangerous Woman (2016). La gira s'inicià el 3 de febrer de 2017 a Phoneix i finalitzà el 21 de setembre de 2017 a Hong Kong. La gira, de nivell internacional, tingué un total de 86 dates repartides entre Nord-amèrica, Europa, Amèrica del Sud, Oceania i Àsia de les quals 7 varen ser cancel·lades a Europa a causa de les explosions a Manchester. La empresa encarregada de la promoció de la gira fou Live Nation.

## Antecedents
Des d'aquest any, Grande ja havia donat petites referències sobre la gira en la qual s'embarcaria al llarg de la promoció del seu tercer disc. Finalment, el 9 de setembre de 2016, en visitar el programa The Tonight Show Starring Jimmy Fallon on a més de actuar amb el seu nou senzill, "Side to Side", va anunciar el Dangerous Woman Tour per 2017, on se la podía veure molt il·lusionada. Poc després es van publicar les primeres 36 dates per a l'Amèrica del Nord a la seva pàgina web. Així mateix, es dir que més dates a nivell internacional serien anunciades pròximament. El 22 de setembre de 2016, la cantant va anunciar a les seves xarxes socials que la cantant Victoria Monét i la girlband britànica Little Mix s'unirien a la gira com a actes d'obertura a la etapa nord-americana de la gira. S'hi afegí una nova data per a Nova York programada pel 24 de febrer debut a la alta demanda.
El 20 d'octubre van ser anunciades divuit dates per Europa. Més tard es van afegir dues noves dates a Amsterdam, Londres i Łódź a causa de la gran demanda, així completant 21 espectacles al continent europeu. El 3 d'abril de 2017 Grande va donar a conèixer dues dates per al Brasil. El 18 d'abril, anunciá que estaria passant també per Xile. Más tard, el 20 d'abril es van anunciar les dates corresponents per Oceania sent 4 espectacles els corresponents en aquest continent completant quatre etapes que seguiria la gira. 2 shows més van ser agregats a Melbourne i Sydney. Poc després, va ser anunciada l'arribada de la cantant a Mèxic i per primera vegada a Singapur, amb motiu del Grand Prix 2017. Tot seguit, es van anunciar dues dates més per al Japó i una per a Taiwan. Grande va afegir una segona data a Monterrey i la Ciutat de Mèxic gràcies al fet que les entrades en els primers concerts, es van esgotar en el primer dia de vendes. Més tard, el 9 de maig, va ser anunciada una nova data a Costa Rica, sent la primera vegada que la cantant oferiría un concert a aquest país. A l'endemà va ser anunciada una nova data, aquest cop per a les Filipines i Hong Kong, dies després, un nou concert va ser anunciat per a l'Argentina. Mitja setmana més tard, va ser confirmat un concert a Tailàndia. El 10 de juny, Vip Nation va publicar una data per Vietnam. El 19 de juny es va confirmar que la cantant farà un concert a Corea del Sud, sent la primera vegada que visiti aquest país de la mateixa manera, va ser anunciada la primera parada de la cantant a la Xina, amb dos concerts programats.

## Actes d'obertura
Primera etapa (Nord-amèrica)

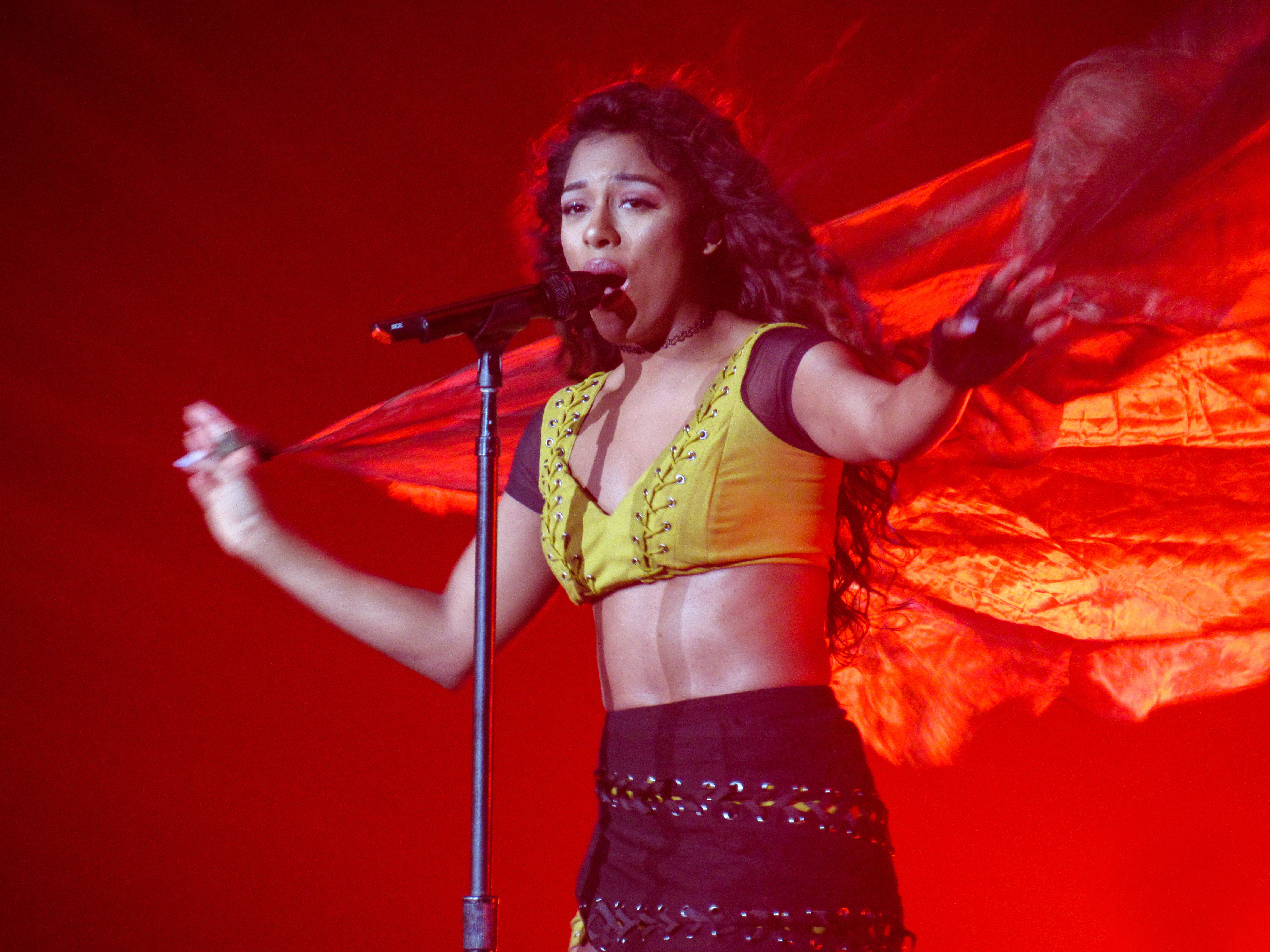
Victoria Monét, acte d'obertura durant quasi tota la gira

- Little Mix & Victoria Monét - (3 de febrer de 2017 - 15 d'abril de 2017)
- BIA - (19, 21 de febrer de 2017 i 11 de març de 2017)

Segona etapa (Europa)
- BIA - (8 de maig de 2017 - 22 de maig de 2017)
- Victoria Monét - (8 de maig de 2017 - 17 de juny de 2017)
- KnowleDJ - (7 de juny de 2017 - 17 de juny de 2017)

Tercera etapa (Amèrica del Sud)
- DJ Ronaldinho & Sabrina Carpenter - (29 de juny de 2017 - 1 de juliol de 2017)
- Victoria Monét - (3 de juliol de 2017 - 19 de juliol de 2017)
- BIA - (3 de juliol de 2017)
- Oriana Sabatini - (5 de juliol de 2017)
- CNCO - (9 de juliol de 2017)

## Recepció i Crítica
Ian Caramanzana va escriure per a Las Vegas Weekly: "El millor de l'espectacle és sens dubte l'estrella del show. Ella està en el seu millor moment quan és només ella, un micròfon i la seva banda - especialment quan ella realitza balades". Ed Masley comentar per a The Arizona Republic que Grande ha crescut: "es una reina del R&B auto-confiada amb les cordes vocals per recolzar l'arrogància confiada que ella va portar a l'escenari ... Vocalment, Grande exposa més poder i passió que mai, especialment en les balades".
Al maig de 2017 es va saber gràcies a Billboard que la primera etapa de la gira, formada per les 30 dates nord-americanes, van obtenir una recaptació de 24.5 milions de dòlars, amb una assistència de més de 323.000 persones.

## Repertori

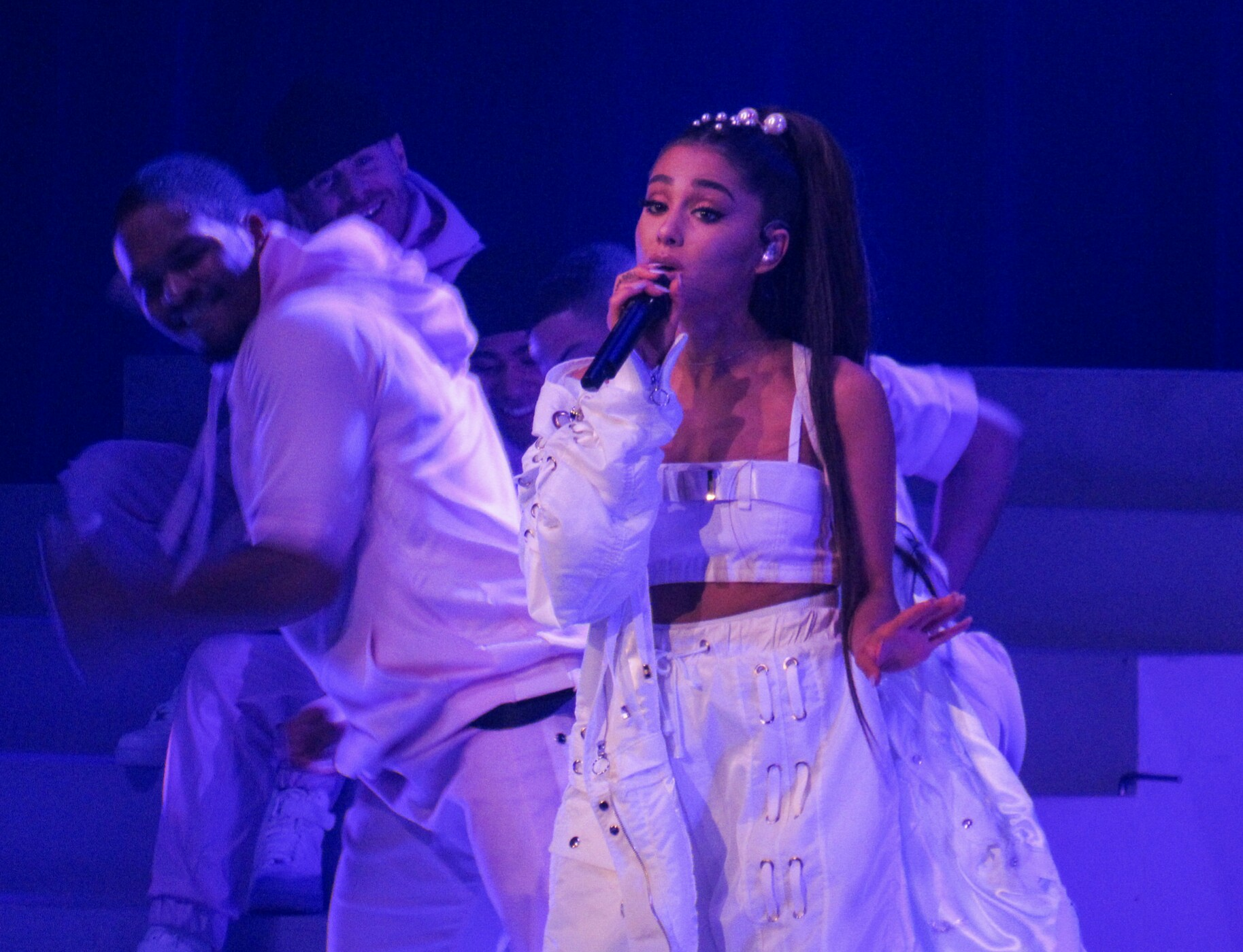
Acte 2. Grande interpreta "Knew Better Pt. 2"

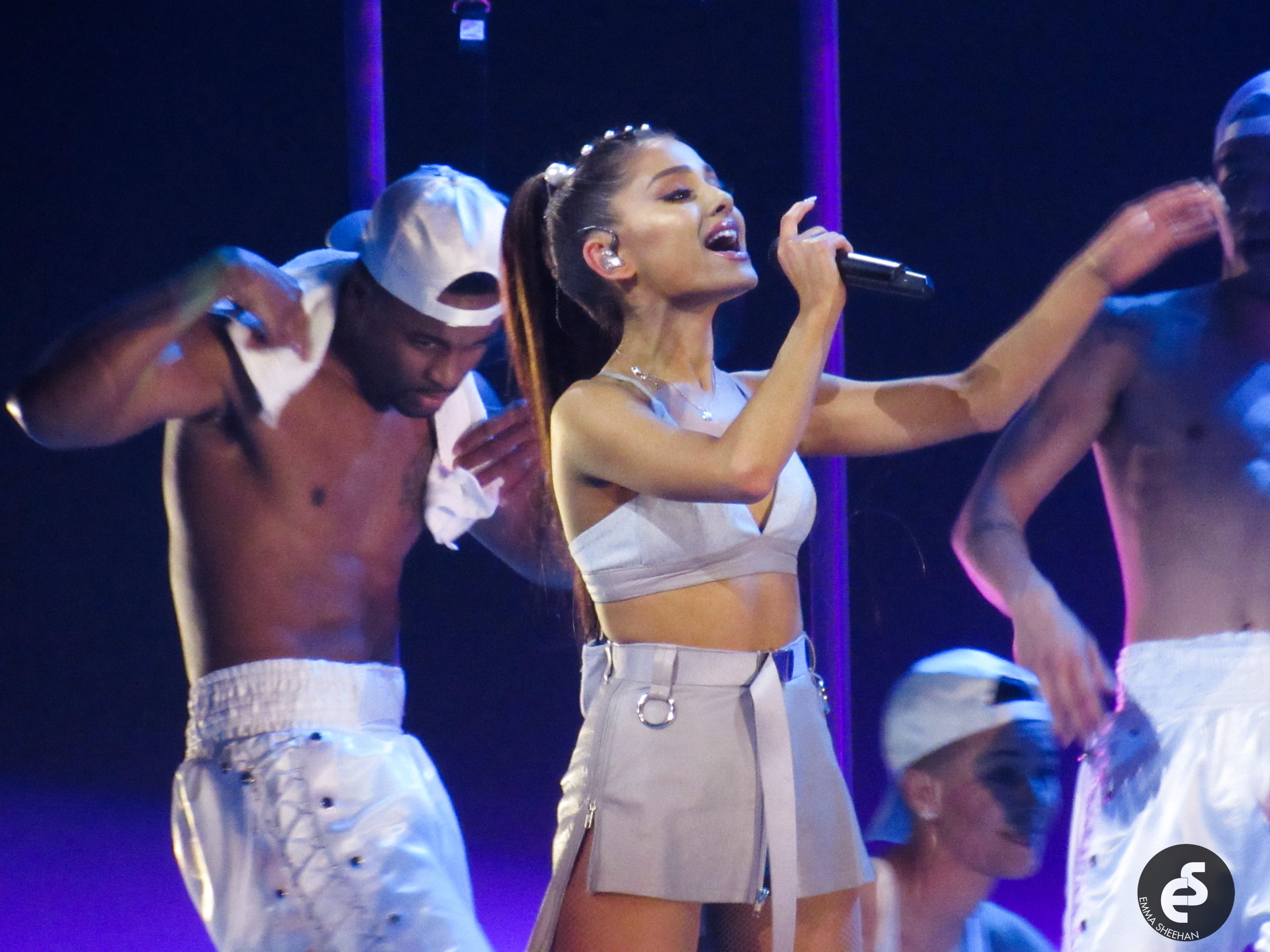
Acte 3. Grande interpreta "Side To Side"

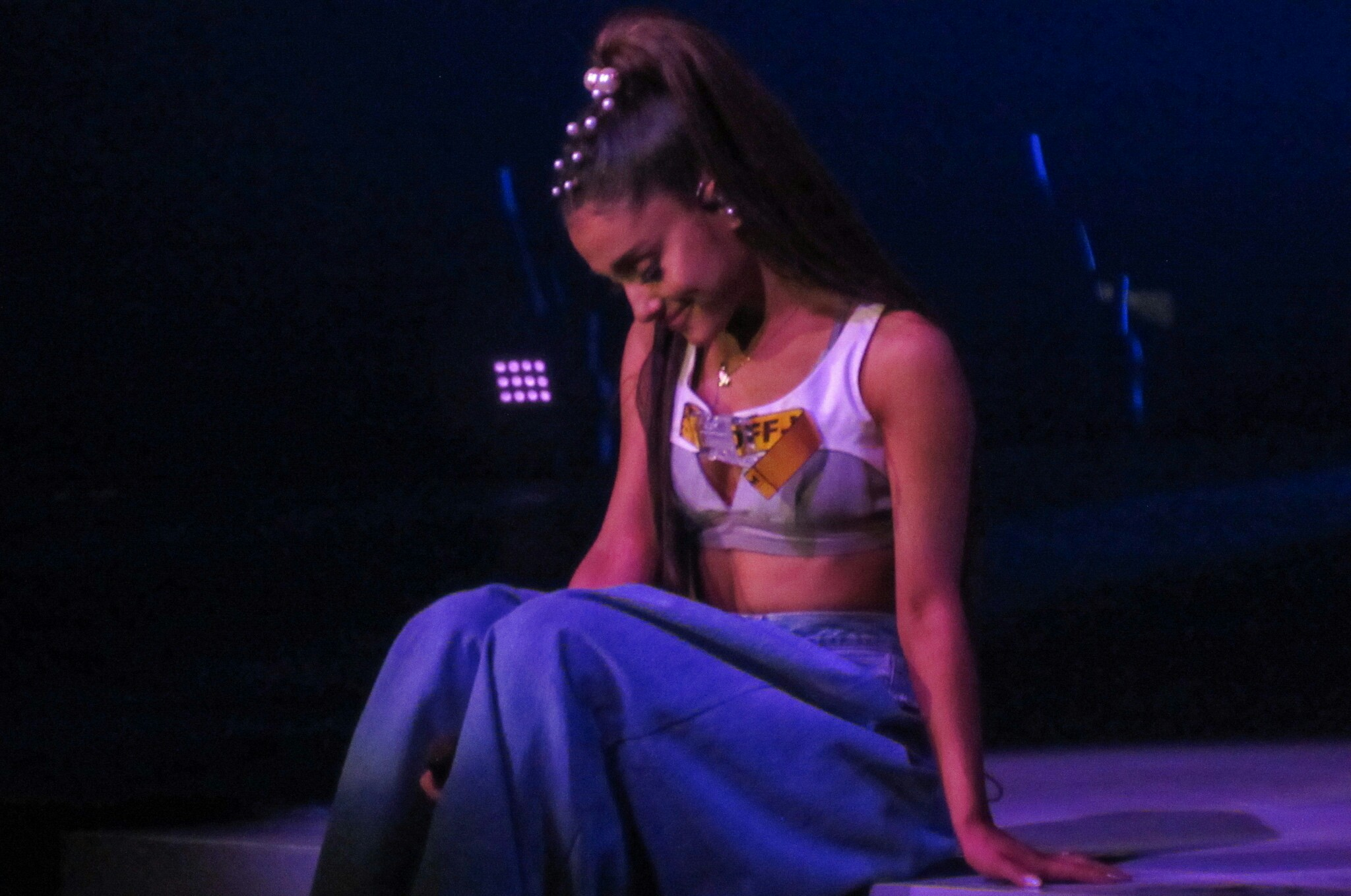
Acte 4. Grande interpreta "Thinking Bout You"

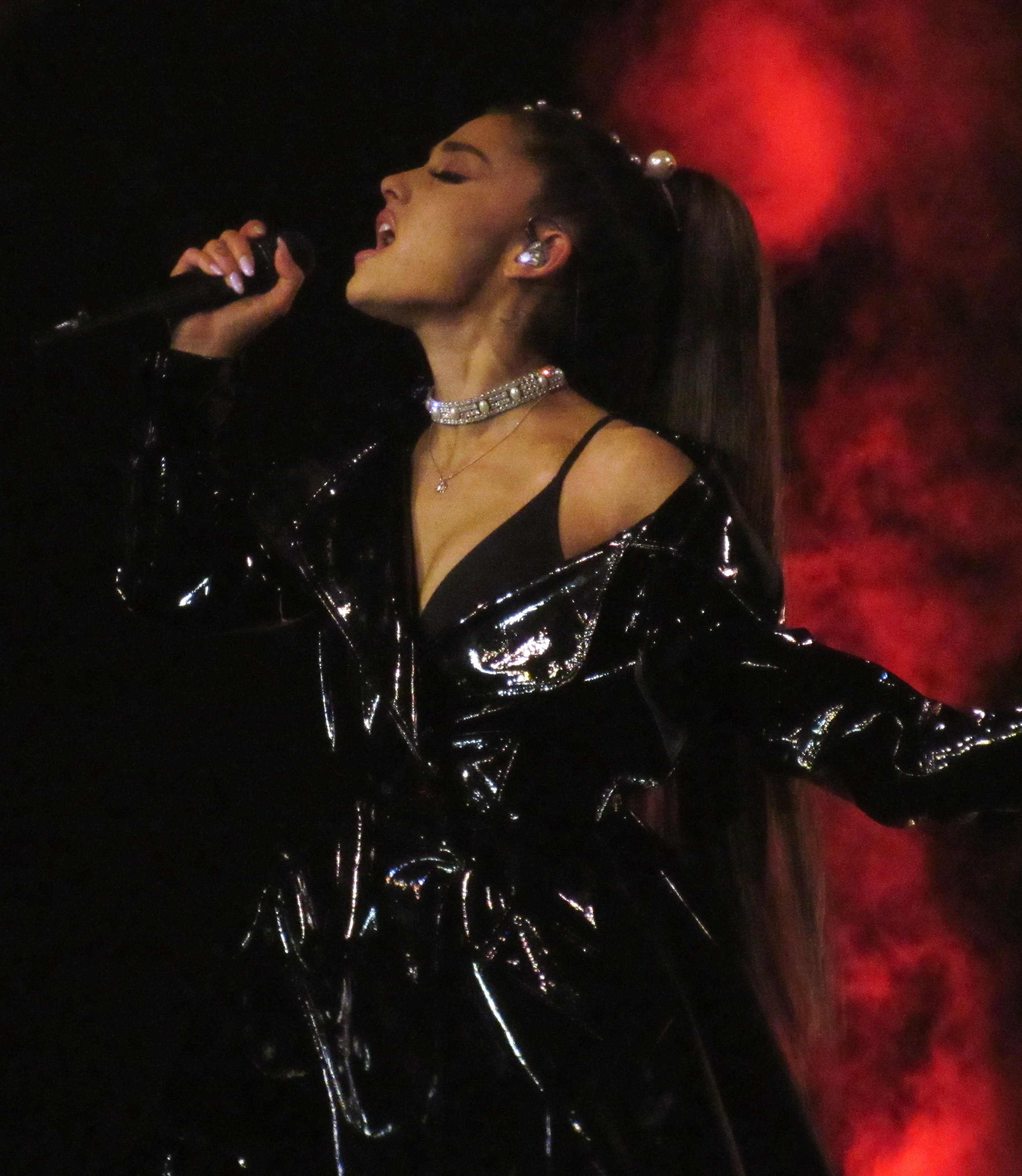
Acte Final. Dangerous Woman

Acte 1
Countdown (Interlude)
1. "Be Alright"
2. "Everyday"
3. "Bad Decisions"
4. "Let Me Love You"

Acte 2
"Intro" (Interlude)
1. "Knew Better Pt. 2"
2. "Forever Boy"
3. "One Last Time"
4. "Touch It"
5. "Leave Me Lonely"

Acte 3
"Feminist" (Interlude)
1. "Side to Side"
2. "Bang Bang"
3. "Greedy"
4. "Focus"
5. "I Don't Care"

Acte 4
1. "Moonlight"
2. "Love Me Harder"
3. "Break Free"
4. "Sometimes"
5. "Thinking Bout You"
6. "Somewhere Over The Rainbow"
7. "Problem"
8. "Into You"

Acte 5 (Encore)
1. "Dangerous Woman"

### Repertori especial
Durant el show a Las Vegas i Omaha, Gran va realitzar un cover de Frank Ocean, cantant "Pink + White".
Durant el show a Tulsa, Grande va interpretar "Honeymoon Avenue".
Durant el show en Uncasville i el primer a Nova York, Gran va interpretar "Better Days" al costat de Victoria Monét.
Durant el show a Manchester i Búfalo, Gran va interpretar una nova cançó al costat de BIA, anomenada "Esta Noche".
Durant la segona nit al Madison Square Garden, Gran va interpretar "Jason 's Song (Gave It Away)" al costat de Jason Robert Brown (compositor de la pista) al piano.
Durant el show a Inglewood, Grande va interpretar "The Way" amb Mac Miller.
Durant el show a Estocolm, Grande va interpretar "Quit" i "Focus". Aquesta última va ser afegida al repertori.
Durant els seus dos show a Amsterdam, Grande va tornar a interpretar "Quit", però aquesta vegada al costat de Cashmere Cat.
Durant el show a París, Mac Miller es va unir a Gran per cantar "The Way" i "Dang!".
Quan la gira va continuar, "One Last Time" i "Somewhere Over The Rainbow" van ser dedicades a les víctimes de l'atemptat a Manchester, i aquesta última afegida al repertori.

## Incidents
(vegeu també Atemptat de Manchester de 2017)
Minuts després de calar-els llums en finalitzar l'espectacle com a part del Dangerous Woman Tour amb Ariana Gran la nit del 22 de maig de 2017 a Manchester, Regne Unit es va produir una explosió a la part exterior de l'estadi on la cantant actuava, el Manchester Arena just per l'entrada de venda de bitllets rondant les 10:33 am. A la poca estona, oficials de policia i ambulàncies van anar arribant al lloc per ajudar a tots els ferits que deixava la tragèdia. L'àrea va ser acordonada el més aviat possible. A les 11:22 am, la policia va donar el primer informe preliminar sobre la situació dient el següent: "Els serveis d'emergència estan responent als informes de l'explosió al Manchester Arena. Hi ha un nombre confirmat de morts i altres ferits. Si us plau eviti l'àrea, ja que s'està treballant incansablement en l'escena." Més tard van donar un altre informe preliminar però més detallat: "S'informa que 19 persones s'han confirmat mortes i altres 50 persones ferides. Actualment s'està tractant com un atemptat terrorista fins que la policia confirmi una altra cosa". La policia més tard es trobava assegurant altres bombes més, que es trobaven en diferents punts de Manchester per ser detonades. L'endemà, els serveis d'emergència van dir el següent: "Família i molta gent jove van anar a gaudir un concert al Manchester Arena i van perdre les seves vides. Els nostres pensaments estan amb les 22 víctimes que ara sabem han mort i amb les 59 persones ferides. l'atacant va morir al recinte. Creiem que portava carregant amb si un artefacte de bomba improvisada ".
Més tard es va anunciar que un fill de refugiats libis anomenat Salman Abedi va ser el causant de la detonació de la bomba improvisada, la qual contenia metralla perquè se'ls clavés a les víctimes. Tota la seva família també va ser arrestada, alguns a Manchester, altres a Líbia. Es creu que aquesta mateixa família volia realitzar un atemptat terrorista a Trípoli.
Al migdia del 23 de maig de 2017, el grup terrorista Estat Islàmic es va atribuir la realització de l'atemptat mitjançant vídeo. En el mateix vídeo, un membre d'aquesta cèl·lula terrorista s'alçava un paper on es veia escrit "Manchester, 22.05.2017" mentre l'individu deia "els aliats dels dels Estats Units patiran" amenaçant d'aquesta manera, que l'exèrcit nord-americà deixi de bombardejar les zones controlades per l'Estat Islàmic o ells bombardejarien diferents zones a Europa i Amèrica.
La nit del 24 de maig de 2017, es va fer públic un comunicat per part de l'equip d'Ariana on deia que els propers 7 esdeveniments a Europa serien cancel·lats des del 25 de maig a Londres i que la gira es reprendria el proper 7 de juny a París.

## Dates de la gira
| Data                   | Ciutat                | País          | Recinte                       | Assistència     | Recaptació                            |
| ---------------------- | --------------------- | ------------- | ----------------------------- | --------------- | ------------------------------------- |
| 3 de febrer de 2017    | Phoneix               | Estats Units  | Talking Stick Resort Arena    | 11.489 / 12.739 | $737.148                              |
| 4 de febrer de 2017    | Las Vegas             | Estats Units  | MGM Grand Garden Arena        | 9.437 / 10.787  | $845.275                              |
| 7 de febrer de 2017    | Omaha                 | Estats Units  | CenturyLink Center Omaha      | --              | --                                    |
| 9 de febrer de 2017    | Tulsa                 | Estats Units  | BOK Center                    |                 |                                       |
| 14 de febrer de 2017   | Nashville             | Estats Units  | Bridgestone Arena             | 11.472 / 11.472 | $614.544                              |
| 17 de febrer de 2017   | Uncasville            | Estats Units  | Moghean Sun Arena             | 6.301 / 6.301   | $696.265                              |
| 19 de febrer de 2017   | Manchester            | Estats Units  | SNHU Arena                    | --              | --                                    |
| 21 de febrer de 2017   | Buffalo               | Estats Units  | KeyBank Arena                 | 8.646 / 13.693  | $577.237                              |
| 23 de febrer de 2017   | Nova York             | Estats Units  | Madison Square Garden         | 26.635 / 26.635 | $2.923.027                            |
| 24 de febrer de 2017   | Nova York             | Estats Units  | Madison Square Garden         | 26.635 / 26.635 | $2.923.027                            |
| 26 de febrer de 2017   | Cleveland             | Estats Units  | Quicken Loans Arena           | 8.685 / 14.011  | $569.214                              |
| 27 de febrer de 2017   | Washington            | Estats Units  | Verizon Center                | 10.073 / 13.578 | $961.756                              |
| 1 de març de 2017      | Filadèlfia            | Estats Units  | Wells Fargo Arena             | 11.657 / 14.079 | $909.258                              |
| 3 de març de 2017      | Boston                | Estats Units  | TD Garden                     | 12.349 / 12.944 | $1.105.421                            |
| 5 de març de 2017      | Toronto               | Canadà        | Air Canada Centre             | 14.503 / 14.503 | $1.036.610                            |
| 6 de març de 2017      | Mont-real             | Canadà        | Centre Bell                   | 13.287 / 13.287 | $842.563                              |
| 9 de març de 2017      | Columbus              | Estats Units  | Nationwide Arena              | 10.069 / 14.414 | $611.976                              |
| 11 de març de 2017     | Indianapolis          | Estats Units  | Bankers Life Fieldhouse       | 10.952 / 13.020 | $635.956                              |
| 12 de març de 2017     | Detroit               | Estats Units  | The Palace of Auburn Hills    | 12.043 / 12.437 | $829.626                              |
| 14 de març de 2017     | Chicago               | Estats Units  | United Center                 | 12.342 / 13.584 | $989.255                              |
| 16 de març de 2017     | St. Paul              | Estats Units  | Xcel Energy Center            | 8.373 / 14.736  | $549.262                              |
| 18 de març de 2017     | Kansas City           | Estats Units  | Sprint Center                 | 10.591 / 13.382 | $650.414                              |
| 21 de març de 2017     | Salt Lake City        | Estats Units  | Vivint Smart Home Arena       | 10.291 / 20.840 | $584.595                              |
| 23 de març de 2017     | Seattle               | Estats Units  | KeyArena                      | 11.540 / 11.783 | $802.916                              |
| 24 de març de 2017     | Vancouver             | Canadà        | Rogers Arena                  | 13.213 / 13.213 | $951.207                              |
| 26 de març de 2017     | Sacramento            | Estats Units  | Golden 1 Center               | 12.376 / 12.776 | $908.963                              |
| 27 de març de 2017     | San José (Califòrnia) | Estats Units  | SAP Center                    | 12.113 / 12.642 | $1.092.023                            |
| 30 de març de 2017     | Anaheim               | Estats Units  | Honda Center                  | 11.547 / 11.547 | $1.042.336                            |
| 31 de març de 2017     | Inglewood             | Estats Units  | The Forum                     | 12.054 / 12.874 | $1.047.815                            |
| 3 d'abril de 2017      | Denver                | Estats Units  | Ball Arena                    | —               | —                                     |
| 6 d'abril de 2017      | San Antonio           | Estats Units  | AT&T Center                   | —               | —                                     |
| 8 d'abril de 2017      | Houston               | Estats Units  | Toyota Center                 | 10.324 / 11.548 | $901.670                              |
| 9 d'abril de 2017      | Dallas                | Estats Units  | American Airlines Center      | 12.460 / 13.204 | $957.931                              |
| 11 d'abril de 2017     | Nova Orleans          | Estats Units  | Smoothie King Center          | —               | —                                     |
| 12 d'abril de 2017     | Atlanta               | Estats Units  | Philips Arena                 | 10.987 / 11.285 | $780.827                              |
| 14 d'abril de 2017     | Miami                 | Estats Units  | American Airlines Arena       | —               | —                                     |
| 15 d'abril de 2017     | Orlando               | Estats Units  | Amway Center                  | —               | —                                     |
| EUROPA                 |                       |               |                               |                 |                                       |
| 8 de maig de 2017      | Estocolm              | Suècia        | Friends Arena                 | —               | —                                     |
| 10 de maig de 2017     | Oslo                  | Noruega       | Telenor Arena                 |                 | —                                     |
| 12 de maig de 2017     | Herning               | Dinamarca     | Jyske Bank Boxen              |                 | —                                     |
| 14 de maig de 2017     | Amsterdam             | Països Baixos | Ziggo Dome                    | 22.789 / 22.789 | —                                     |
| 16 de maig de 2017     | Amsterdam             | Països Baixos | Ziggo Dome                    | 22.789 / 22.789 | —                                     |
| 18 de maig de 2017     | Birmingham            | Regne Unit    | Genting Arena                 |                 | —                                     |
| 20 de maig de 2017     | Dublín                | Irlanda       | 3Arena                        |                 | —                                     |
| 22 de maig de 2017     | Manchester            | Regne Unit    | Manchester Arena              | 14.158 / 14.218 | $883.825                              |
| 4 de juny de 2017      | Manchester            | Regne Unit    | Old Trafford Cricket Ground   | 55.000 / 55.000 | Concert Benèfic (One Love Manchester) |
| 7 de juny de 2017      | París                 | França        | AccorHotels Arena             | —               | —                                     |
| 9 de juny de 2017      | Lió                   | França        | Halle Tony Garnier            | —               | —                                     |
| 11 de juny de 2017     | Lisboa                | Portugal      | MEO Arena                     | —               | —                                     |
| 13 de juny de 2017     | Barcelona             | Espanya       | Palau Sant Jordi              | —               | —                                     |
| 15 de juny de 2017     | Roma                  | Itàlia        | PalaLottomatica               | —               | —                                     |
| 17 de juny de 2017     | Torí                  | Itàlia        | Pala Alpitour                 | —               | —                                     |
| AMÈRICA DEL SUD        |                       |               |                               |                 |                                       |
| 29 de juny de 2017     | Rio de Janeiro        | Brasil        | Jeunesse Arena                | —               | —                                     |
| 1 de juliol de 2017    | São Paulo             | Brasil        | Allianz Parque                | —               | —                                     |
| 3 de juliol de 2017    | Santiago              | Xile          | Movistar Arena                | —               | —                                     |
| 5 de juliol de 2017    | Buenos Aires          | Argentina     | DirecTV Arena                 | —               | —                                     |
| 9 de juliol de 2017    | San José              | Costa Rica    | Parque Viva                   | —               | —                                     |
| 12 de juliol de 2017   | Ciutat de Mèxic       | Mèxic         | Palacio de los Deportes       | —               | —                                     |
| 13 de juliol de 2017   | Ciutat de Mèxic       | Mèxic         | Palacio de los Deportes       | —               | —                                     |
| ÀSIA                   |                       |               |                               |                 |                                       |
| 10 d'agost de 2017     | Tòquio                | Japó          | Makuhari Messe                | —               | —                                     |
| 12 d'agost de 2017     | Tòquio                | Japó          | Makuhari Messe                | —               | —                                     |
| 13 d'agost de 2017     | Tòquio                | Japó          | Makuhari Messe                | —               | —                                     |
| 15 d'agost de 2017     | Seül                  | Corea del Sud | Gocheok Sky Dome              | —               | —                                     |
| 17 d'agost de 2017     | Bangkok               | Tailàndia     | Impact Arena                  | —               | —                                     |
| 21 d'agost de 2017     | Manila                | Filipines     | Mall of Asia Arena            | —               | —                                     |
| 26 d'agost de 2017     | Pequín                | Xina          | Wukesong Arena                | —               | —                                     |
| 28 d'agost de 2017     | Xangai                | Xina          | Mercedes-Benz Arena           | —               | —                                     |
| 30 d'agost de 2017     | Guangzhou             | Xina          | International Sports Arena    | —               | —                                     |
| OCEANIA                |                       |               |                               |                 |                                       |
| 2 de setembre de 2017  | Auckland              | Nova Zelanda  | Vector Arena                  | —               | —                                     |
| 4 de setembre de 2017  | Melbourne             | Austràlia     | Rod Laver Arena               | —               | —                                     |
| 5 de setembre de 2017  | Melbourne             | Austràlia     | Rod Laver Arena               | —               | —                                     |
| 8 de setembre de 2017  | Sydney                | Austràlia     | ICC Sidney Theatre            | —               | —                                     |
| 9 de setembre de 2017  | Sydney                | Austràlia     | ICC Sidney Theatre            | —               | —                                     |
| 12 de setembre de 2017 | Brisbane              | Austràlia     | Brisbane Entertainment Centre | —               | —                                     |
| ÀSIA                   |                       |               |                               |                 |                                       |
| 16 de setembre de 2017 | Singapur              | Singapur      | Marina Bay Street Circuit     | —               | Grand Prix 2017                       |
| 19 de setembre de 2017 | Taipei                | Taiwan        | Taipei Arena                  | —               | —                                     |
| 21 de setembre de 2017 | Hong Kong             | Hong Kong     | AsiaWorld-Arena               | —               | —                                     |

## Espectacles cancel·lats
| Data                 | Ciutat             | País       | Lloc               | Motiu                                |
| -------------------- | ------------------ | ---------- | ------------------ | ------------------------------------ |
| 25 de maig de 2017   | Londres            | Regne Unit | The O₂ Arena       | Explosions a Manchester              |
| 26 de maig de 2017   | Londres            | Regne Unit | The O₂ Arena       | Explosions a Manchester              |
| 28 de maig de 2017   | Anvers             | Bèlgica    | Sportpaleis        | Explosions a Manchester              |
| 31 de maig de 2017   | Łódź               | Polònia    | Atlas Arena        | Explosions a Manchester              |
| 1 de juny de 2017    | Łódź               | Polònia    | Atlas Arena        | Explosions a Manchester              |
| 3 de juny de 2017    | Frankfurt del Main | Alemanya   | Festhalle          | Explosions a Manchester              |
| 5 de juny de 2017    | Zúric              | Suïssa     | Hallenstadion      | Explosions a Manchester              |
| 18 de juliol de 2017 | Monterrey          | Mèxic      | Arena Monterrey    | Compromisos imprevists de la cantant |
| 19 de juliol de 2017 | Monterrey          | Mèxic      | Arena Monterrey    | Compromisos imprevists de la cantant |
| 23 d'agost de 2017   | Ho Chi Ming        | Vietnam    | Quân khu 7 Stadium | Problemes de salut                   |